# Invigningsceremonin vid olympiska sommarspelen 2012

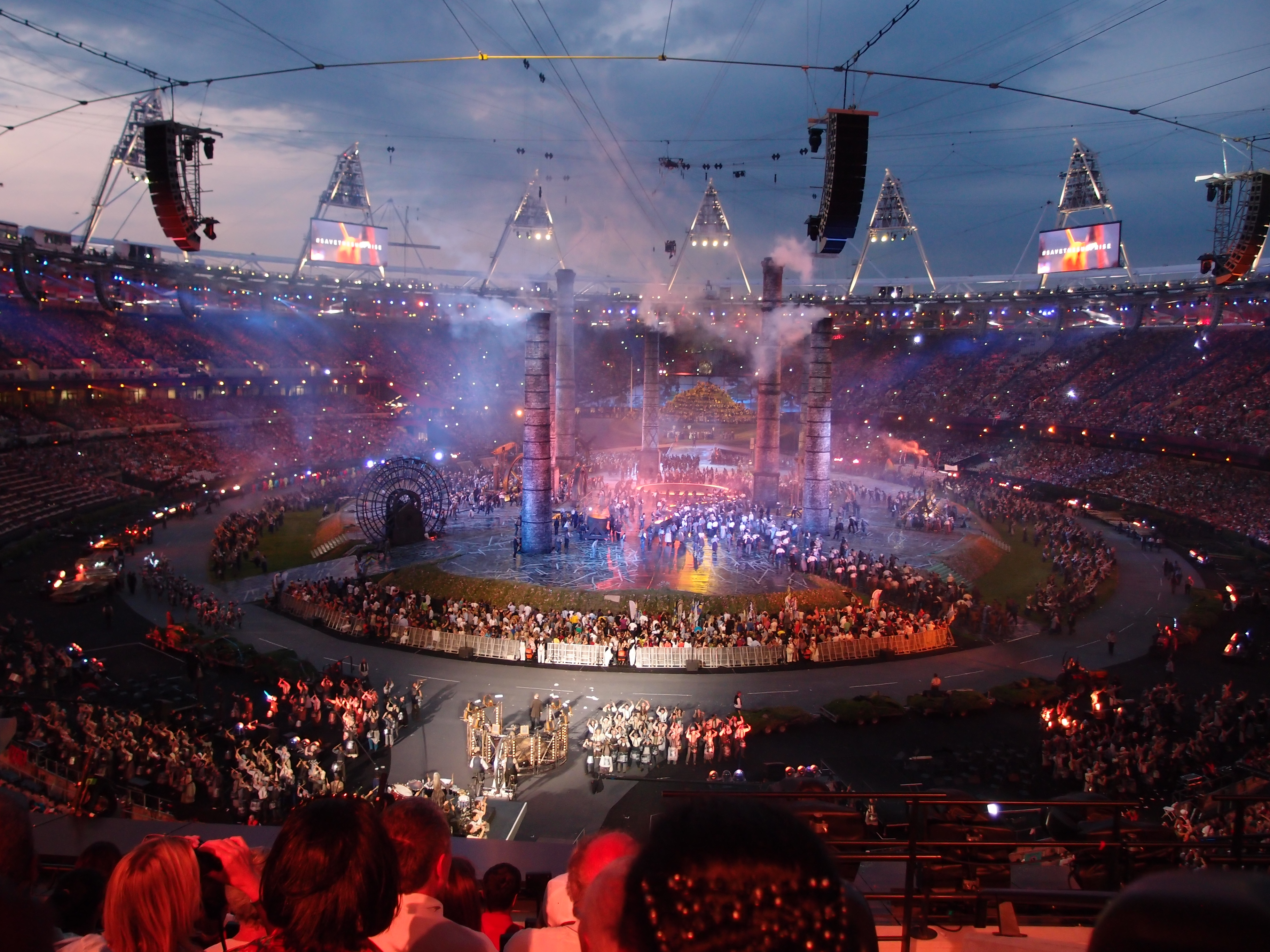
"Pandemonium"-episoden under sista repetitionen, 25 juli 2012.

Öppningsceremonin vid Olympiska sommarspelen 2012, hade namnet "The Isles of Wonder", påbörjades den 27 juli 21:00 brittisk tid. Ceremonin, som officiellt öppnades av drottning Elizabeth II, var designad och koordinerad av den Oscarsbelönade regissören Danny Boyle.
Spelen för den trettionde olympiaden öppnades av drottning Elizabeth II, som åtföljdes av sin make prins Philip, hertig av Edinburgh. Det var andra gången drottningen öppnade OS, hon öppnade även Sommar-OS 1976 i Montreal. Prins Philip öppnade Sommar-OS 1956 i Melbourne på hennes uppdrag.
En kortfilm med Daniel Craig som agent 007, James Bond, och drottning Elizabeth II som sig själv visades i den televiserade versionen av invigningen. Paul McCartney framförde sitt band The Beatles sång "Hey Jude" mot slutet av ceremonin.